# Место (роман)
«Место» — роман Фридриха Горенштейна, написанный в 1976 году и опубликованный в 1991 издательством «Слово». Роман состоит из четырёх частей («Койко-место», «Место в обществе», «Место среди людей», «Место среди служащих») и эпилога («Место среди живущих»).
Действие разворачивается в СССР после смерти Сталина и прихода к власти Хрущёва. Главный герой романа — молодой человек Гоша Цвибышев, сын репрессированного, ныне сирота. Повествование ведётся от его имени.

## Сюжет
Часть первая. Койко-место
Гоша Цвибышев, 29-ти лет, живёт в Киеве (который в романе нигде не называется) и работает в строительном тресте. Койко-место в общежитии, которое он получил благодаря своему покровителю Михайлову, другу погибшего в лагерях отца, постоянно под угрозой. Администрация регулярно оказывает на него давление с целью выселения, что заставляет его каждый раз болезненно ощущать своё бесправие и заново унижаться перед возможными «благодетелями».
Действие первой части начинается в период «весеннего обострения», когда Гоша получает очередную повестку на выселение. К этому прибавляются также неприятности на работе, где Гоша всегда был аутсайдером и терпел издевательства со стороны других сотрудников. Единственное его утешение — интуитивное чувство, что в нём таятся некие скрытые силы, которые он называет своим «инкогнито», и знакомство с семьёй Бройдов, через которых он надеется получить доступ в более интересные и влиятельные круги. Однако вечер в обществе столичной знаменитости, поэта Арского, оказывается для него полным фиаско: превратно истолковав одно из Гошиных высказываний, «приближённые» Арского выставляют его за дверь вместе с молодым антисемитом Илиодором. Сошедшись с Гошей на почве общего оскорбления, Илиодор вводит его в свою компанию «русофилов», чья сходка, однако, заканчивается общей потасовкой. Тем временем на работе его вынуждают оформить увольнение, а ситуация с койко-местом в общежитии всё больше обостряется. Принимаемые Гошей меры предосторожности и заискивание перед покровителями не приводят к ожидаемым результатам: выселение кажется неизбежным. Неожиданно Гоша получает известие об официальной реабилитации отца, ставшей возможной благодаря «хрущёвским разоблачениям». Эта новость вселяет в него некоторую уверенность в себе и позволяет дать выход накопившимся эмоциям. Свой гнев он направляет против «сталинских палачей», засевших, как ему кажется, в государственных учреждениях, где ему приходится оформлять документы на реабилитацию.
Часть вторая. Место в обществе
Часть третья. Место среди людей
Часть четвёртая. Место среди служащих
Эпилог. Место среди живущих